# Atentado de Ain Soltane de 2018
El atentado de Ain Soltane fue un suceso en el que se produjo una emboscada por parte de varios terroristas contra dos convoys de la Guardia Nacional de Túnez. Los terroristas abrían lanzado una bomba contra el primer convoy y posterior abrieron fuego contra el segundo. Seis miembros de la Guardia Nacional murieron y otros 3, según medios, resultaron heridos. Horas después del ataque, la rama de Al Qaeda en el Mabreb reivindicó el hecho.

## Antecedentes y contexto
El ataque cometido en Ain Soltane en julio de 2018, es el peor atentado desde marzo de 2016, cuando un grupo de yihadistas cruzaron desde Libia y asaltaron un cuartel en Ben Guerdane dejando 55 muertos entre civiles, policías y terroristas.
Según un informe publicado en enero de 2018 por el laboratorio de ideas estadounidense Instituto Washington para la Política de Oriente Próximo, al menos 1 500 tunecinos se han unido a grupos terroristas en Libia. Además de los fanáticos emigrados, Túnez tiene un grave problema con grupos islámicos radicales que desde 2011 combaten al Ejército en la región de Kasserine, un área montañosa que linda con Argelia. En esa guerra de baja intensidad han muerto casi un centenar de efectivos del Ejército y de la Policía y algunas decenas de civiles en atentados y combates con los fanáticos.
El país fue, asimismo, escenario en 2015 de tres graves atentados yihadistas que segaron la vida de 72 personas, 60 de ellos turistas extranjeros.

## Atentado
El 8 de julio de 2018, al mediodía aproximadamente, en la ciudad de Ain Soltane, una bomba artesanal estalló en el suelo en el momento en que se acercaba un vehículo de la Guardia Nacional Tunecina. Posteriormente, un grupo de varios terroristas abrió fuego contra un segundo vehículo.

## Afectados
El ataque dejó 6 muertos y 3 heridos. La información de los afectados se encuentra en la siguiente tabla.
| Nombre          | Estado    | Edad        | Lugar de Origen (todas ciudades en Túnez) |
| --------------- | --------- | ----------- | ----------------------------------------- |
| Hatem Mallat    | Fallecido | 28          | Kairouan                                  |
| Anis Ouerghi    | Fallecido | 25          | Radès                                     |
| Achraf Cherni   | Fallecido | 27          | Le kef                                    |
| Houssem Khelifa | Fallecido | 27          | Kélibia                                   |
| Hamza Dellali   | Fallecido | 28          | Bizerte                                   |
| Arbi Guizani    | Fallecido | 28          | Cité Ettadhamen                           |
| Radhouane Amri  | Herido    | 22          | Desconocido                               |
| Amir El May     | Herido    | 28          | Desconocido                               |
| Hamza Amri      | Herido    | Desconocido | Desconocido                               |

## Consecuencias
El ataque, dejó a 6 miembros de seguridad muertos (confirmados) y otros 3 heridos (según medios).
Luego de la emboscada terrorista, se lanzó una operación de búsqueda y captura de los autores. Además, se reforzó la seguridad en otros puntos específicos de Túnez. Uno de esos puntos fue la frontera entre Túnez y Argelia en la gobernación de Jendouba. El martes 10 de julio, se reportaron intensos enfrentamientos entre militares tunecinos y supuestos milicianos que se sospecha, sean los autores del ataque.

## Investigaciones
Los autores del ataque están fugados pero se conoce que el suceso fue perpetrado por miembros del grupo terrorista Al Qaeda con rama en el Magreb, esto según su adjudicación a través de la fundación al-Ándalus. En el comunicado emitido por el grupo yihadista, se señala que el ataque fue realizado por Ukba Ibn Nafaa, brigada que se reivindica como la rama tunecina de esa organización, y que sus miembros se encuentran en "seguridad" tras haber recuperado una decena de armas durante el ataque.

## Reacciones

### Túnez
El jefe de gobierno de Túnez, Youssef Chahed, prometió vengar la muerte de los gendarmes y acabar con el terrorismo. Chahed ofreció sus condolencias y dijo que el Estado le dará apoyo incondicional a las familias de las víctimas.  
Por otro lado, varios miembros del gobierno tunecino se reunieron para tratar el asunto, entre ellos Youssef Chahed, quienes aseguraron justicia para los afectados.
Por otro lado, el Sindicato Nacional de Jornalistas Tunecinos (SNJT por sus siglas en francés) mostró sus condolencias y solidaridad con las familias de las víctimas y los heridos.
La Unión de Escritores de Túnez (UET) en un comunicado condenó el "terrorífico" ataque terrorista. En este contexto, la UET hizo un llamado a todos los políticos para que se mantengan alejados de la agitación política y se concentren en asuntos sociales y económicos cruciales en estos tiempos difíciles y defiendan el interés supremo del país. La Unión de Editores Tunecinos también hizo hincapié en la necesidad de trabajar para combatir el flagelo del terrorismo de manera radical trabajando para combatir el pensamiento takfirista y secar sus fuentes.

### Internacionales
- Estados Unidos: En un comunicado emitido por su embajada en Túnez, Estados Unidos dice que está al lado de Túnez como amigo y aliado, dando la bienvenida a todas las fuerzas de seguridad que se han sacrificado para defender su patria. Asimismo, condenó el ataque.[9]
- Francia: El gobierno francés a través de un comunicado condenó con "la mayor firmeza" el ataque y ofreció sus condolencias a las familias de las víctimas y pronta recuperación a los heridos. Además, hizo énfasis en ayudar a Túnez a vencer al terrorismo.[10]
- España: El gobierno español condenó enérgicamente el atentado. Ofreció sus condolencias a las familias de las víctimas y pronta recuperación a los heridos. Asimismo, expresó su apoyo a la democracia y lucha contra el terrorismo en Túnez.[11]
- Catar: El gobierno catarí condenó y rechazó el ataque, y ofreció sus condolencias y solidaridad con Túnez.[12]
- Argelia: Noureddine Bedoui, ministro argelino del Interior, envió una carta de condolencias a su homólogo tunecino. Al día siguiente, visitó la comuna de El Taref, limítrofe con Túnez, para evaluar la situación de seguridad.[13]
- Turquía: El Ministro de Exteriores turco condeó el ataque y envió sus condolencias a las familias de las víctimas.[14]
- Egipto: El gobierno egipcio condenó el atentado y dijo respaldar a Túnez en la lucha contra el terrorismo. Además, hizo un llamamiento a la comunidad internacional para que asuma sus responsabilidades frente al terrorismo y elimine las fuentes de financiación que brindan refugio y capacitación a los grupos terroristas.[15]
- Emiratos Árabes Unidos: En un comunicado, el Ministerio de Asuntos Exteriores y Cooperación Internacional dijo que los Emiratos Árabes Unidos condena enérgicamente estos actos criminales que amenazan la seguridad y la estabilidad internacionales. El ministerio también reiteró su posición persistente y de principios contra todas las formas y manifestaciones de terrorismo que se dirigen a todos, independientemente de su religión y raza.[16]
- Liga Árabe: El secretario general de la Liga Árabe, Ahmed Aboul-Gheit, condenó con fuerza el ataque terrorista en Túnez. En tanto, el portavoz de la Liga Árabe, el embajador Mahmoud Afifi, dijo que la Liga Árabe renovó su apoyo a Túnez en su lucha contra el terrorismo.[17]
- Kuwait: El gobierno de Kuwuait condeó el atentado y extendió sus condolencias a laa familias de los martíres y pronta recuperación a los heridos.[18]
- Omán: El Ministerio de Relaciones Exteriores de Omán dijo: "El Sultanato condena enérgicamente el ataque terrorista contra una patrulla de la Guardia Nacional tunecina en el Wilayat de Jendouba, que resultó en la muerte de seis miembros de la patrulla".[19]
- Arabia Saudita: El Ministerio de Esteriores saudí condenó enérgicamente el atentado. La fuente afirmó el rechazo saudí de tales actos atroces y el apoyo a Túnez contra el terrorismo y el extremismo, extendiendo condolencias y simpatía a las familias de las víctimas y al gobierno y al pueblo tunecino.[20]
- Baréin: Baréin ha denunciado el ataque terrorista. En un comunicado, el Ministerio de Asuntos Exteriores dijo que "expresa profundas condolencias a las familias de los oficiales que perdieron la vida en este acto terrorista que contradice todos los principios religiosos, morales y humanitarios". «El Ministerio de Asuntos Exteriores afirma la solidaridad y el apoyo del Reino de Baréin a las medidas adoptadas por la República de Túnez para luchar contra el terrorismo y proteger su seguridad y estabilidad. También reitera la firme posición del Reino de Baréin que rechaza todos los actos de violencia, el extremismo y el terrorismo en todas sus formas, independientemente de sus motivos, y pide esfuerzos concertados para garantizar su eliminación ", agregó la declaración.[21]